# Punctigerella juchani
Punctigerella juchani är en insektsart som först beskrevs av Anufriev 1971.  Punctigerella juchani ingår i släktet Punctigerella och familjen dvärgstritar. Inga underarter finns listade i Catalogue of Life.